# بربيت أصفر المؤخرة
بربيت أصفر المؤخرة (الاسم العلمي:Pogoniulus bilineatus) (بالإنجليزية: Yellow-rumped Tinkerbird)‏ هو نوع من الطيور يتبع جنس البربيت الصفاح من الفصيلة البربيتية.